# Great Bromley
Great Bromley è un villaggio e parrocchia civile dell'Inghilterra, appartenente alla contea dell'Essex.